# Stig Anderson
Stig "Stikkan" Erik Leopold Anderson nato Andersson (Hova, 25 gennaio 1931 – Stoccolma, 12 settembre 1997) è stato un imprenditore svedese, manager degli ABBA e fondatore dell'etichetta discografica Polar Music.
Ha iniziato come insegnante per poi dedicarsi al mondo della musica. Venne a contatto per la prima volta con i quattro membri dei futuri ABBA nel 1972: oltre a manager, Stig ha ricoperto talvolta il ruolo di produttore e coautore dei testi. Nel 1989 ha versato un'ingente donazione al Polar Music Prize. Morì all'età di 66 anni per attacco cardiaco.